# Oberea subdiscoidalis
Oberea subdiscoidalis là một loài bọ cánh cứng trong họ Cerambycidae.